# Governors Island (Newfoundland en Labrador)
Guernsey Island is een onbewoond eiland van 2,1 km² dat deel uitmaakt van de Canadese provincie Newfoundland en Labrador. Het eiland ligt vlak voor de westkust van het eiland Newfoundland.

## Geografie
Governors Island is het op drie na grootste eiland van de Bay of Islands, een grote baai aan de westkust van Newfoundland. Het ligt in het uiterste zuidwesten van die baai, in de inham van York Harbour. Governors Island ligt slechts 800 meter ten noorden van het "vasteland" van Newfoundland.
Langsheen de kustlijn is het eiland dichtbebost, maar in het midden ligt een moerasgebied rondom een natuurlijk vijvertje.